# Pedieus-Maler

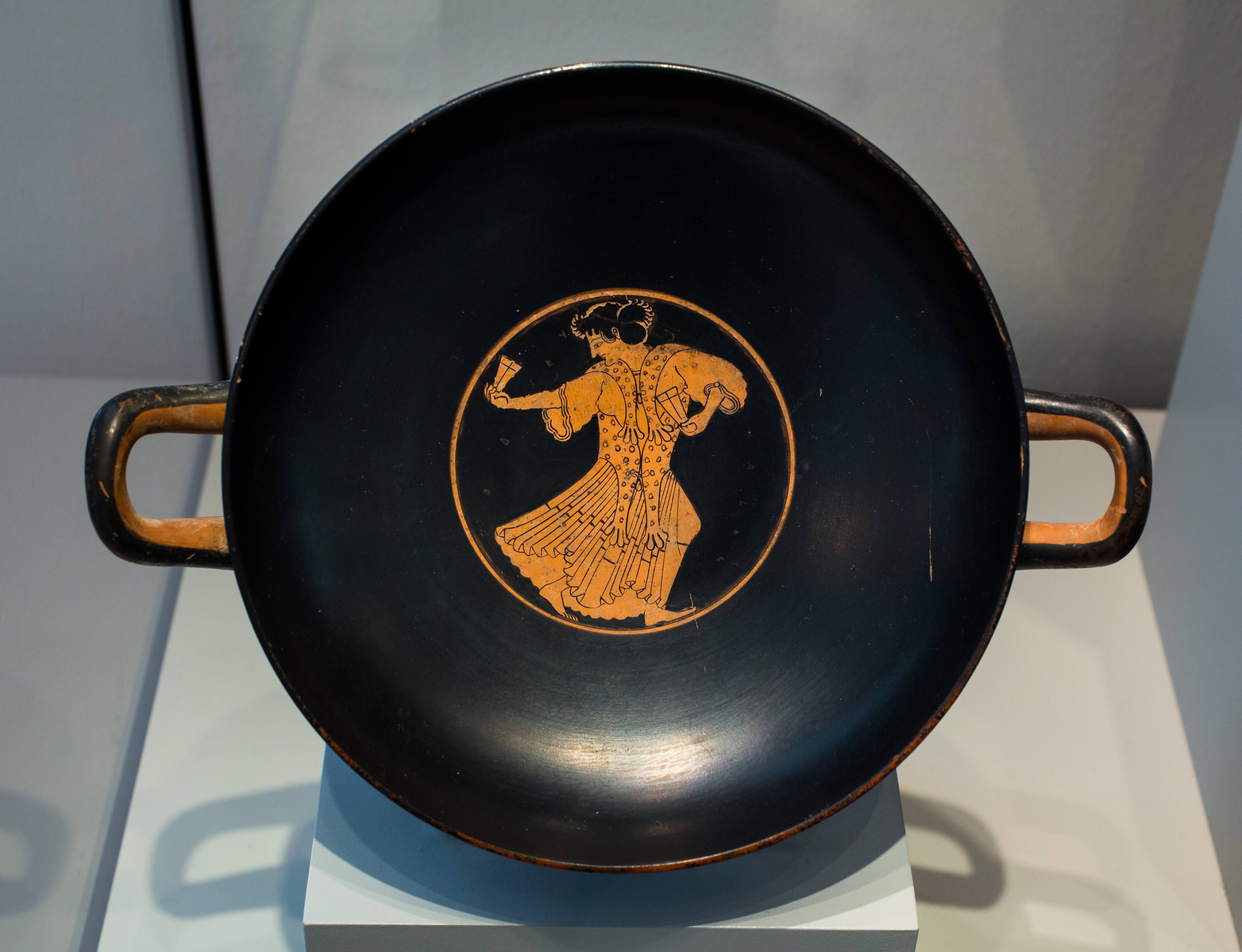
Tanzende Mänade mit einer Krotalon in der Hand in der Antikensammlung Berlin, um 520 v. Chr.

Der Pedieus-Maler war ein griechischer Vasenmaler, der gegen Ende des 6. Jahrhunderts v. Chr. in Athen tätig war.
Der Pedieus-Maler gehörte zu den frühen rotfigurigen Schalenmalern, die in etwa zur selben Zeit wie die sogenannte „Pioniergruppe“ des rotfigurigen Stils aktiv waren. Wie die anderen Schalenmaler testete auch der Pedieus-Maler die Möglichkeiten der neuen Technik aufgrund der vergleichsweise kleineren Arbeitsfläche der Schalen – das Innere (Tondo) sowie die beiden Außenseiten – nicht in derselben Tiefe aus, wie es die Vertreter der Pioniergruppe taten, dennoch trugen auch sie ihren Teil zum Erfolg des neuen Stils bei. Der Pedieus-Maler bemalte anders als die meisten seiner Zeitgenossen keine Augenschalen, sondern vor allem Schalen des Typus C und arbeitete nicht mehr im schwarzfigurigen Stil. Er war ein talentierter Zeichner, dessen Werke sehr nahe denen des Meisterzeichners Skythes stehen. Beide fangen in etwa dieselbe Stimmung mit ihren Bildern ein, doch zeichnet der Pedieus-Maler gröber und gilt alles in allem als geschmackloser als Skythes. Beide rühmen in Lieblingsinschriften einen Epilykos, den Phintias zudem auf einer seiner Vasen als Athleten gezeichnet hatte. Manche Vasenforscher wollen aufgrund der stilistischen Nähe im Werk des Pedieus-Malers das Spätwerk des Skythes erkennen. Sein Name ist nicht überliefert, weshalb John D. Beazley ihn mit einem Notnamen unterscheidbar gemacht hat.